# Lydia Ko
Lydia Ko (nascida como Bo-kyung Ko: Seul, 24 de abril de 1997) é uma golfista profissional neo-zelandesa, nascida sul-coreana. Ela é a número um do ranking feminino, e a mais jovem a alcançar tal feito

## Início da vida e educação
Ko nasceu em 24 de abril de 1997 em Seul, Coreia do Sul, e emigrou com sua família para a Nova Zelândia quando tinha quatro anos, ganhando a cidadania neozelandesa aos 12 anos. Ela começou a jogar golfe aos cinco anos, quando sua mãe a levou a uma loja profissional no Pupuke Golf Club na North Shore de Auckland, de propriedade do profissional Guy Wilson, que a treinou até 22 de dezembro de 2013. Ela tinha sete anos em março de 2005 quando chamou a atenção da mídia pela primeira vez, por competir no campeonato nacional amador da Nova Zelândia. Ela foi educada na Mairangi Bay Primary e na Pinehurst School em Albany, Nova Zelândia, e quando se juntou ao circuito profissional de golfe, teve aulas por correspondência com Pinehurst. A partir de 2015, Ko disse que estudaria psicologia extramuros na Universidade da Coreia, em Seul. A agência de notícias Yonhap relatou que ela disse: "Terei que ouvir o que a universidade diz para decidir como farei meus estudos. Terei que me certificar de enviar os trabalhos e projetos necessários, pois a maioria das minhas aulas será feita online."

## Carreira
Em 10 de agosto de 2024, ela ganhou a medalha de ouro no golfe feminino nas Olimpíadas de Verão de Paris 2024, dando a ela um conjunto completo de medalhas olímpicas – prata, bronze e ouro – a única golfista da era moderna a conquistar todas as três medalhas em três Jogos Olímpicos diferentes. A medalha de ouro a qualificou para se tornar a 35ª e mais jovem a ser introduzida no Hall da Fama da LPGA.